# Corinna Harney
Corinna Harney (20 febbraio 1972) è una modella e attrice statunitense.
Venne scelta come Playmate del mese di Playboy per agosto 1991 e Playmate dell'anno per il 1992.

## Filmografia
(parziale)
- Vampirella, regia di Jim Wynorski (1996)
- Rat Race, regia di Jerry Zucker (2001)